# Monte Brandberg
O monte Brandberg é a mais alta montanha da Namíbia, atingido os 2606 m de altitude no ponto denominado Königstein. Localiza-se no estado de Erongo, região desértica da Damaralândia, no noroeste do deserto do Namibe, a cerca de 80 km da Costa dos Esqueletos, e o seu maciço cobre cerca de 650 km².
O Brandberg sempre foi um centro de grande importância espiritual para os Bosquímanos, que nas suas vertentes rochosas e grutas fizeram cerca de 45 milhares de pinturas rupestres, sobretudo com cenas de caça com arco e flecha e a fauna da região. O conjunto de pinturas rupestres mais representativo é conhecido como A Dama de Branco e retrata diversas figuras humanas e de uma espécie de antílope, o Órix.

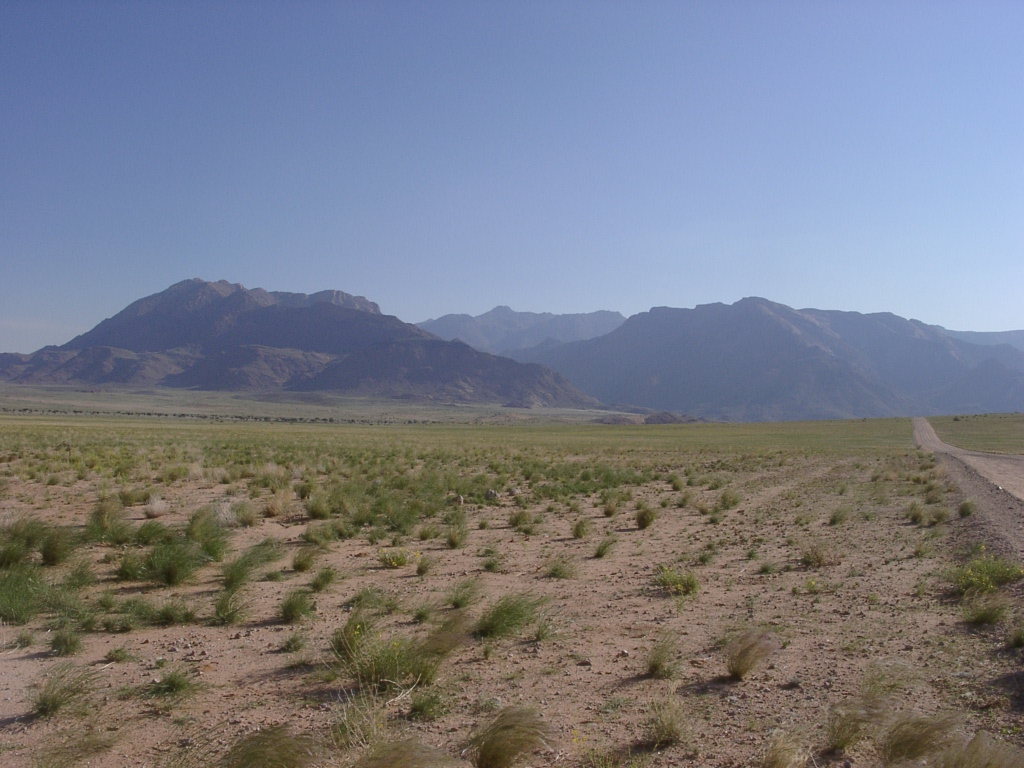
Vista do lado sul do maciço montanhoso
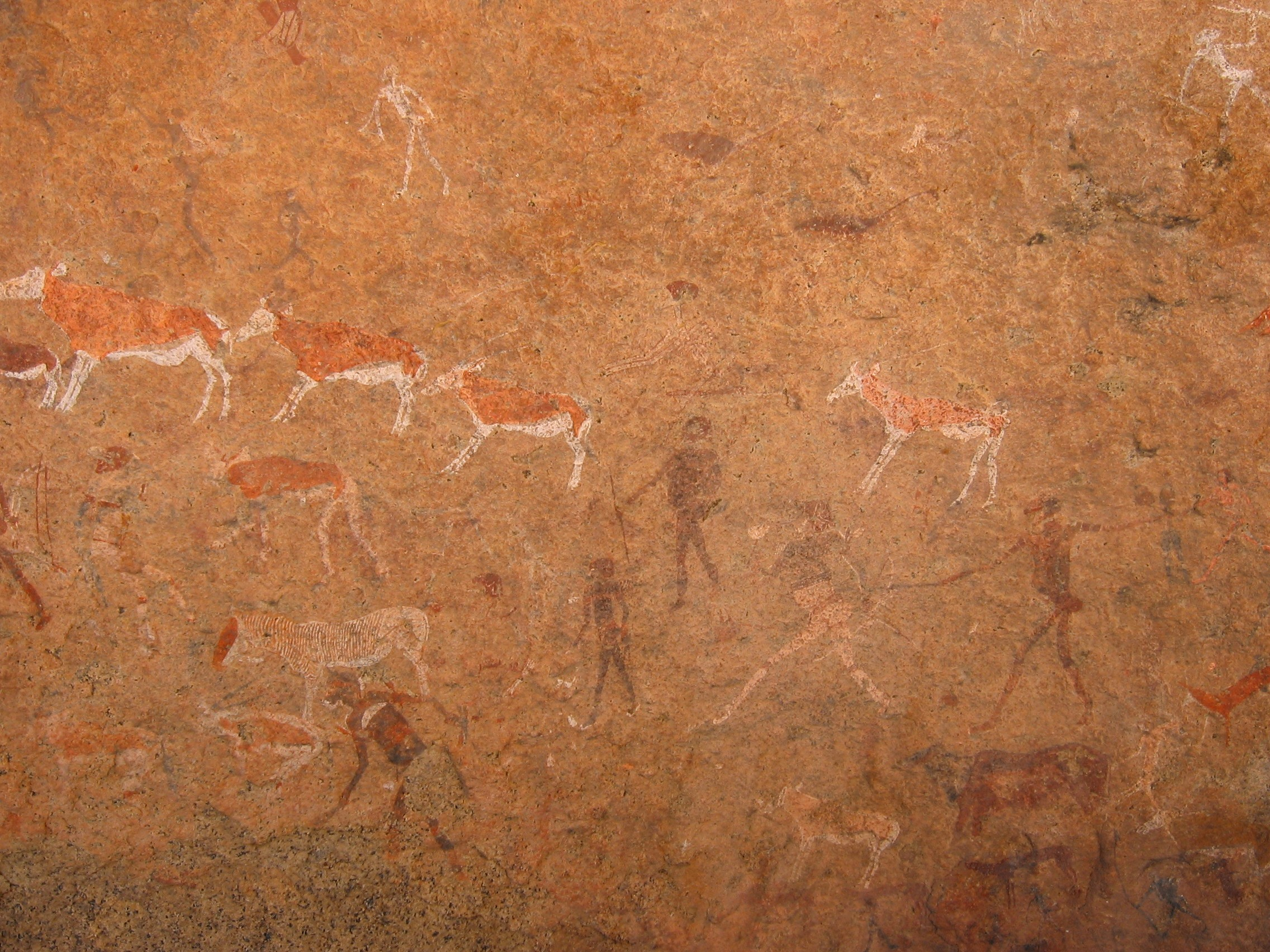
A Dama de Branco, figura humana que deu o nome à pintura é visível na porção inferior direita, próximo ao centro
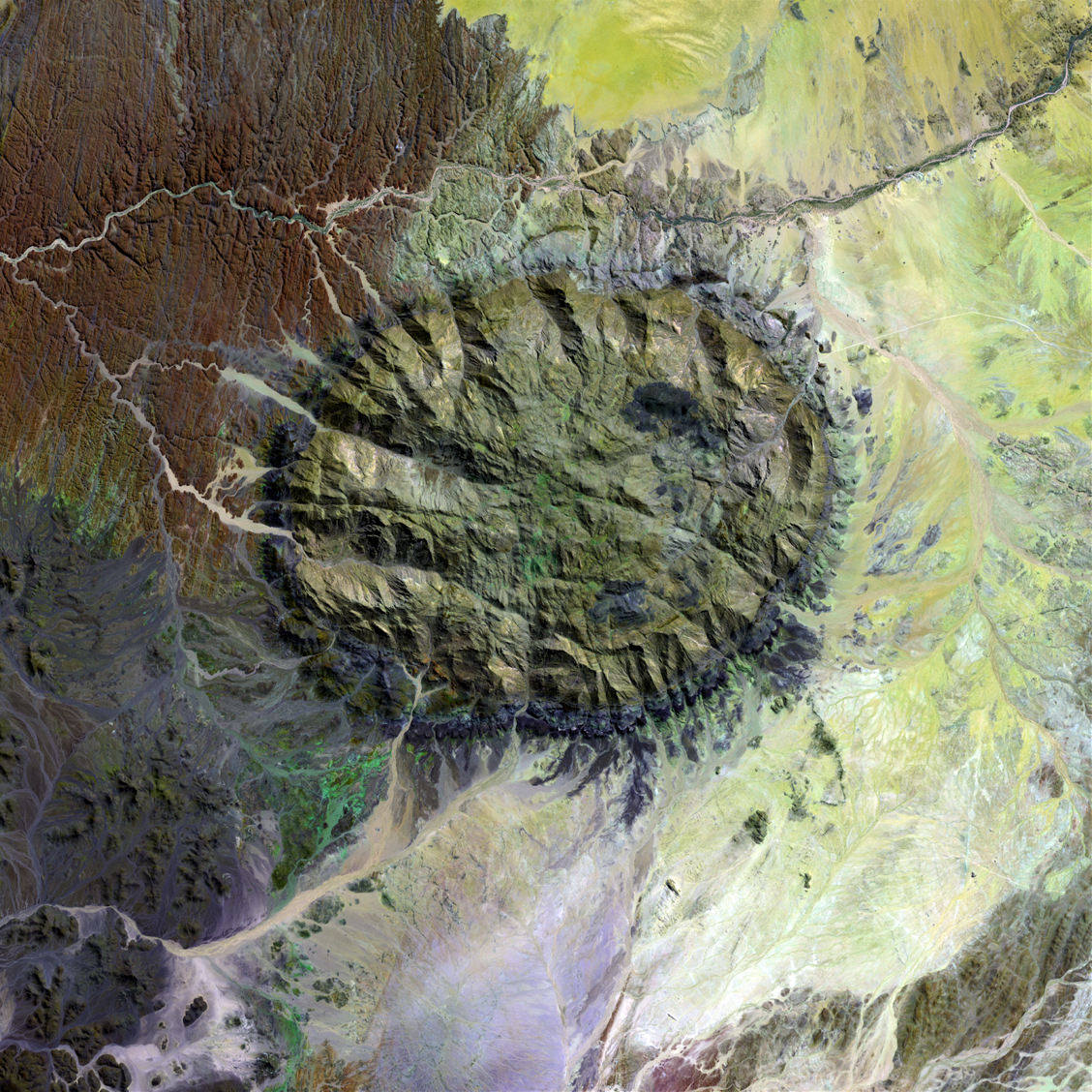
Maciço de Brandberg em imagem de satélite
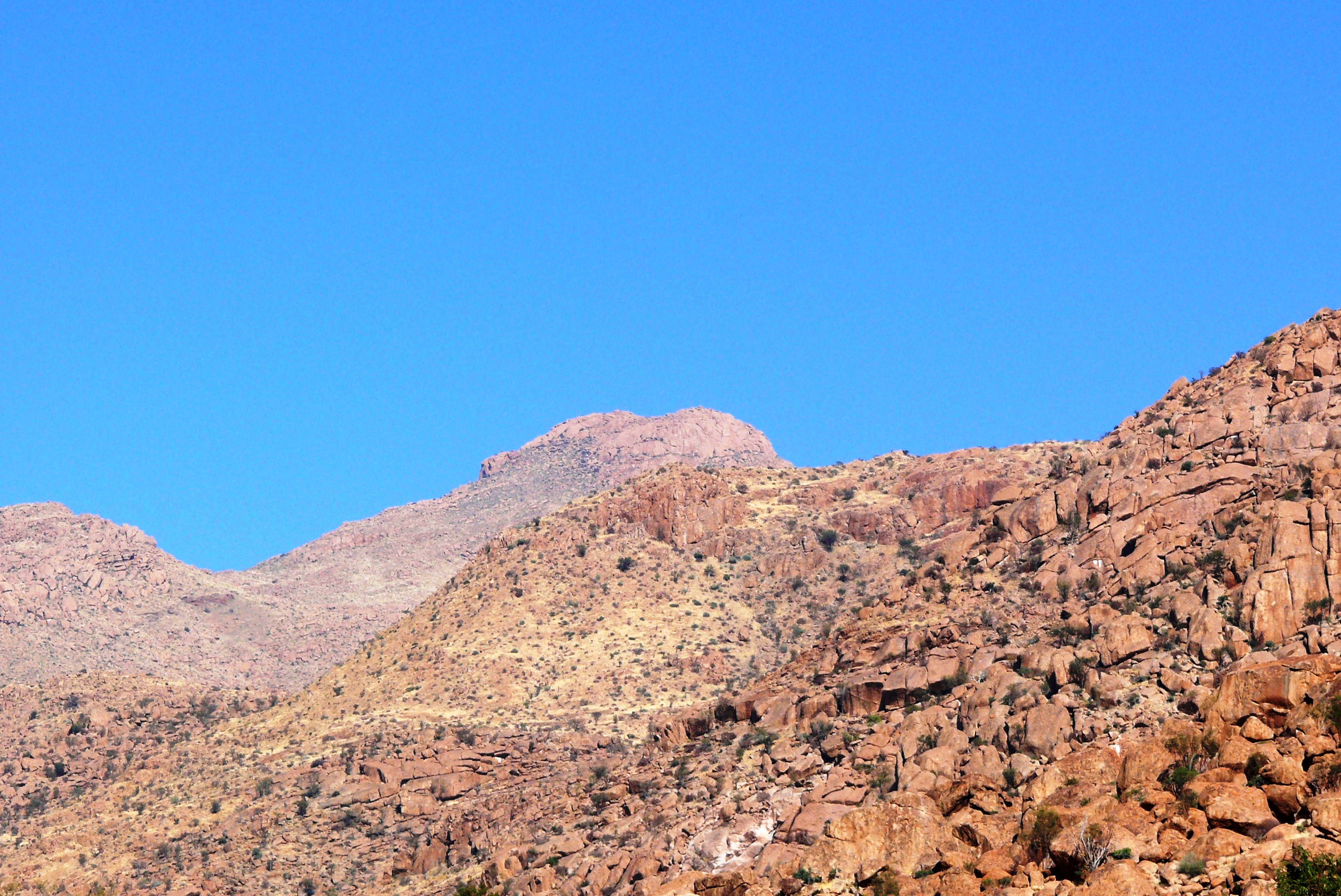
Königstein, o ponto culminante